# Freccia Vallone femminile 2009
La Freccia Vallone femminile 2009, dodicesima edizione della corsa e valida come quarta gara della Coppa del mondo di ciclismo su strada femminile 2009, si svolse il 22 aprile 2009 su un percorso di 97,5 km, con partenza da Huy e arrivo al Muro di Huy, in Belgio. La vittoria fu appannaggio dell'olandese Marianne Vos, la quale completò il percorso in 2h35'40", alla media di 37,580 km/h, precedendo la svedese Emma Johansson e la tedesca Claudia Häusler.
Sul traguardo del muro di Huy 81 cicliste, su 138 partite da Huy, portarono a termine la competizione.

## Percorso
Partenza da Huy, nella provincia di Liegi, e passaggio da Modave e Clavier per poi entrare nella provincia di Namur. Passaggio da Havelange, Ohey e discesa verso Andenne. Al km 37 inizia la prima salita, verso la Côte de Peu d'Eau, poi in successione Côte de Haut-Bois, Côte de Thon, Côte de Bonneville, Côte de Bohisseau, Côte de Bousalle e ritorno nella provincia di Liegi, ascesa verso la Côte de Ahin ed arrivo in salita sul muro di Huy.

## Squadre e partecipanti
| N.      | Cod. | Squadra                        |
| ------- | ---- | ------------------------------ |
| 1-6     | DSB  | DSB Bank-LTO                   |
| 11-16   | RSC  | Red Sun Cycling Team           |
| 21-28   | TCW  | Team Columbia Women            |
| 31-36   | VOR  | Vision 1 Racing                |
| 41-49   | CWT  | Cervélo TestTeam Women         |
| 51-58   | NLD  | Nazionale olandese             |
| 61-69   | FLX  | Team Flexpoint                 |
| 71-76   | NUR  | Equipe Nürnberger Versicherung |
| 81-86   | LBL  | Lotto-Belisol Ladiesteam       |
| 92-99   | MSI  | Selle Italia-Ghezzi            |
| 103-106 | DEU  | Nazionale tedesca              |
| 111-116 | GAU  | Gauss-RDZ-Ormu-Colnago         |

| N.      | Cod. | Squadra                      |
| ------- | ---- | ---------------------------- |
| 121-126 | FRA  | Nazionale francese           |
| 131-137 | LNL  | Leontien.nl                  |
| 141-147 | BCT  | Bigla Cycling Team           |
| 151-159 | SAF  | Safi-Pasta Zara-Titanedi     |
| 161-168 | FUT  | Vienne Futuroscope           |
| 171-178 | USC  | Chirio-Forno d'Asolo         |
| 181-189 | USA  | Nazionale statunitense       |
| 191-196 | RUS  | Nazionale russa              |
| 201-209 | FEN  | Fenixs                       |
| 212-217 | VLL  | Topsport Vlaanderen-Thompson |
| 221-227 | DGC  | Team CMax-Dilà               |
| 212-217 | AUT  | Nazionale austriaca          |

## Ordine d'arrivo (Top 10)
| Pos. | Corridore         | Squadra    | Tempo    |
| ---- | ----------------- | ---------- | -------- |
| 1    | Marianne Vos      | DSB Bank   | 2h35'40" |
| 2    | Emma Johansson    | Red Sun    | a 6"     |
| 3    | Claudia Häusler   | Cervélo    | a 10"    |
| 4    | Amber Neben       | Nürnberger | a 15"    |
| 5    | Noemi Cantele     | Bigla      | a 20"    |
| 6    | Nicole Cooke      | Vision 1   | a 21"    |
| 7    | Mara Abbott       | Columbia   | a 22"    |
| 8    | Christiane Soeder | Cervélo    | a 28     |
| 9    | Loes Gunnewijk    | Flexpoint  | a 31"    |
| 10   | Marta Vilajosana  | CMax-Dilà  | a 33"    |